# Tundama
Tundama († nach dem 15. Dezember 1539) war ein Kazike und Herrscher über das Gebiet rund um Duitama. Er herrschte, als die spanischen Konquistadoren eintrafen, und kämpfte, im Gegensatz zu den anderen Muisca-Kaziken, mit aller Kraft gegen sie.
Zuerst griff er den dem Tode nahen Gonzalo Jiménez de Quesada in Bonza an, als dieser aus Sogamoso zurückkehrte. Ein Jahr nach der Schlacht mit Quesada focht er am 15. Dezember 1539 eine Schlacht im Moorgebiet Duitamas gegen Baltasar Maldonado, der neben seinen eigenen Soldaten ungefähr 2000 alliierte Yanaconas auf seiner Seite hatte. Er verschanzte sich dabei mit circa 10.000 Soldaten auf kleinen, von Lagunen umgebenen Inseln, was den Vorteil der spanischen Kavallerie Zunichtemachte. So widerstand er den Spaniern einige Tage, verlor jedoch über 4000 Mann. In einem ersten Friedensgespräch ließ sich Tundama von den Konquistadoren nicht einschüchtern. Den einige Tage später unterbreiteten Friedensvertrag lehnte er mit Verweis auf das Schicksal der Zipa und Zaques ab. Nach 15 Tagen schafften es die Spanier, eine Bresche zu schlagen und Duitama einzunehmen; Tundama wurde von Maldonado mit einem Hammer erschlagen.
| Personendaten    | Personendaten                                        |
| ---------------- | ---------------------------------------------------- |
| NAME             | Tundama                                              |
| KURZBESCHREIBUNG | Kazike und Herrscher über das Gebiet rund um Duitama |
| GEBURTSDATUM     | 15. Jahrhundert oder 16. Jahrhundert                 |
| STERBEDATUM      | nach 15. Dezember 1539                               |
| STERBEORT        | bei Duitama                                          |